# Ciclo óxido de cério(IV)-óxido de cério(III)

Diagrama simplificado do ciclo de óxido de cério(IV)-óxido de cério(III)

O ciclo óxido de cério(IV)-óxido de cério(III)  ou ciclo CeO2/Ce2O3 é um processo termoquímico em duas etapas que emprega óxido de cério(IV) e óxido de cério(III) para a produção de hidrogênio. O ciclo de cério permite a separação de H2 e O2 em duas etapas, fazendo com que a separação de gás de alta temperatura seja redundante.

## Descrição do processo
O processo termoquímico de separação de água em duas etapas (ciclo termoquímico) utiliza sistemas redox:
- Dissociação: 2CeO2 → Ce2O3 + 0.5 S2
- Hidrólise: Ce2O3 + H2O → 2CeO2 + H2

Para a primeira etapa endotérmica, o óxido de cério(IV) é dissociado termicamente em uma atmosfera de gás inerte de 2.0002 000 °C (3 630 °F) e 100 a 200 mbar em óxido de cério (III) e oxigênio. Na segunda etapa exotérmica o óxido de cério(III) reage  a 400400 °C (752 °F)–600600 °C (1 112 °F) em um reator fixo da cama com água e produz o hidrogênio e o óxido de cério(IV).